# Luciano Romero
Luciano Enrique Romero Molina (* 21. Dezember 1959; † 10. September 2005 in Valledupar, Kolumbien) war ein kolumbianischer Gewerkschafter, der für seine Tätigkeit durch Paramilitärs ermordet wurde. Die Aufarbeitung seines Mordes dient als juristischer Präzedenzfall.

## Die Person
Luciano Romero war mit Ledys Mendoza verheiratet und zum Tatzeitpunkt 46 Jahre alt. Er war Vater von drei minderjährigen Kindern, als er entführt, gefoltert und mit 50 Messerstichen ermordet wurde. Viele Jahre lang arbeitete er in der Nestlé-Fabrik Cicolac in Valledupar. 1986 trat er der Gewerkschaft Sinaltrainal bei, wo er zum Vorsitzenden der Sektion Valledupar wurde. 2000 wurde er dort in den regionalen Vorstand gewählt. Er war „kein guter Redner und ein eher stiller Mensch“. Luciano Romero konzentrierte sich in seiner Arbeit darauf, Menschenrechtsverletzungen an Gewerkschaftern in Kolumbien zu dokumentieren. Deshalb wurde er als Sekretär für Menschenrechte in die Menschenrechtsorganisation Stiftung Komitee für Solidarität mit politischen Gefangenen in Valledupar delegiert. Daneben interessierte er sich für die Verflechtungen zwischen der Wirtschaft und den Paramilitärs in Kolumbien, wobei er auch darauf achtete, dass die Rechte gefangener Guerilleros beachtet wurden. Gerade wegen dieser Arbeit hatte er aber auch vielfach und beständig mit Bedrohungen und Einschüchterungsversuchen zu leben. Die Bedrohungen bezogen sich dabei explizit auf seine Tätigkeit als Gewerkschafter. Am 24. August 1988 wurde er sogar illegal durch die kolumbianische Justizpolizei verhaftet, verschleppt und gefoltert. Die Geschäftsleitung von Cicolac machte ihm 1999 öffentlich den falschen Vorwurf, eine Bombe auf dem Werksgelände gelegt zu haben. Aufgrund der dadurch entstehenden drängenden Lage wurden 1999 sogar Schutzmaßnahmen durch die kolumbianische Regierung für Luciano Romero (und weitere Personen) ergriffen. Nach einem Tarifkonflikt, bei dem er Verhandlungsführer war, wurde er 2002 von Cicolac ungerechtfertigt entlassen, was die Gewerkschaft Sinaltrainal als Vorstufe zu seiner Ermordung betrachtete, denn nach diesem Muster liefen die meisten Ermordungen ihrer Funktionäre ab.

## Der Fall
Nach der Entlassung bei Cicolac bemühte sich die Gewerkschaft Sinaltrainal um konkrete Schutzabkommen für Luciano Romero sowohl mit der Regierung, als auch mit Nestlé. Es lagen konkrete Todesdrohungen vor, weshalb schließlich auch – vor allem von Seiten bürgerrechtlicher Organisationen – verschiedene Schutzmaßnahmen ergriffen wurden. So wurde er beispielsweise „in ein Schutzprogramm der Interamerikanischen Menschenrechtskommission der Organisation Amerikanischer Staaten aufgenommen“. Von Seiten von Nestlé geschah, abgesehen von Gesprächsangeboten (nicht in der Schweiz) und der Versicherung, ein Visum zur Ausreise zu besorgen, nichts Substantielles. Eine Ausreise hätte das Aufgeben von Familie und Tätigkeit in Kolumbien bedeutet, was Luciano Romero ablehnte. Bei der Ausübung des Nebenjobs als Taxifahrer wurde Luciano Romero am Abend des 10. September 2005 auf ein Grundstück der Paramilitärs gelockt, ermordet und die Leiche schließlich auf einer dafür bekannten Wiese – zur Abschreckung – abgelegt. Zum Zeitpunkt der Tat war Luciano Romero 46 Jahre alt. Der Fall Luciano Romero stellt keinen Einzelfall dar. Aber einen gut dokumentierten, denn die Mörder von Luciano Romero wurden 2007, ihr Kommandant 2010, als Paramilitärs rechtskräftig in Kolumbien verurteilt. Entscheidend für die weitere Aufarbeitung des Falles war dabei der Hinweis des vorsitzenden Richters José Nirio Sánchez, doch weiter in Richtung Polizei, Geheimdienst und auch in Richtung des Managements von Nestlé zu ermitteln, „um ihre wahrscheinliche Beteiligung und/oder Planung und Finanzierung des Mordes“ zu klären.

## Die Aufarbeitung
Das Nestlé-Milchpulverwerk ist eine der wenigen Fabriken und damit ein wichtiger Arbeitgeber in Valledupar. Traditionell gibt es hier enge Verflechtungen und Geschäftsbeziehungen mit den Großgrundbesitzern und Viehzüchtern. Und damit auch zu den Paramilitärs, denn diese werden überwiegend durch diese Klientel finanziert. Demgegenüber gibt es in diesen Gebieten Kolumbiens, die als Bürgerkriegsregionen gelten, kein Gewaltmonopol des Staates (Weak Governance). Die Konzernleitung versicherte beständig, die Gewerkschaftsfreiheit auch in Kolumbien zu achten. Was automatisch die Frage impliziert, wie sich transnationale Konzerne in solchen Ländern konkret verhalten sollen, um dies zu gewährleisten. Am 5. März 2012 reichten die Juristen des auf Pilotprozesse spezialisierten Europäischen Zentrums für Verfassungs- und Menschenrechte (ECCHR) und die Gewerkschaft der Beschäftigten in der Lebensmittelindustrie in Kolumbien (Sinaltrainal) gemeinsam Strafanzeige gegen die Konzernleitung ein, um diese Frage zu klären. Sie werfen dem Nestlé-Konzern vor, den Mord an dem kolumbianischen Gewerkschafter Luciano Romero (indirekt) mitverursacht zu haben. Die Anzeige lautet auf „fahrlässige Tötung durch Unterlassung“. Bisher wurde jedoch noch kein Strafverfahren durch die zuständigen Staatsanwaltschaften in den Kantonen Zug und Waadt eröffnet. Dagegen legten die Klageparteien beim Schweizer Bundesstrafgericht Berufung ein.